# زوج مضفور

الزوج المَضفُور هو نوع من الأسلاك التي يُرْبَط موصلَيْها من دارة واحدة، بشكل ملتوي فيها، بهدف إلغاء التداخل الكهرومغناطيسي القادم من مصادر خارجية.
على سبيل المثال، الإشعاع الكهرومغناطيسي المتشكل من زوج الكابلات المضفورة غير المغلفة والتداخل المتبادل بين الأزواج المجاورة. اخترعه العَالِم الإسكتلندي ألكسندر غراهام بل.

## الشرح
في عملية الزوج المتوازن، يحمل السلكان إشارات متساوية في القيمة ومتعاكسة في الاتجاه، والوجهة تكشف الفرق بين الاثنين. وهذا ما يعرف بانتقال الإشارات التفاضلي. مصادر الضوضاء تقوم بإدخال إشارات إلى الاسلاك عن طريق دمج المجالات الكهربائية أو المغناطيسية وتميل إلى دمجهما بشكل متساوي. وبالتالي تنتج الضوضاء إشارة ذات النمط المشترك تلغى عند المستقبل عندما يتم أخذ الإشارة الفارقة.
تبدأ هذه الطريقة بالفشل عندما يكون مصدر الضوضاء قريبا من الأسلاك الحاملة للإشارة الضوضاء، سوف تتحد مع السلك الأقرب بشكل أكبر وبالتالي يفشل نظام النمط المشترك بالتخلص منها. كالاتصالات حيث تقع الأزواج في كابلات بجانب بعضها البعض لعدة أميال. يمكن لزوج واحد أن يقوم بحث التشويش في آخر واضافته على طول الكابل. تجديل الزوج يعكس مفعول هذا التأثير فيتم تبديل موقع كل نصف سلك قريب من الضوضاء بالأخر.
طالما يظل مصدر التداخل منتظما، أو ما يقارب ذلك، وعلى طول مسافة اللفة الواحدة فإن الضوضاء المُحثة سوف تبقى على نظام النمط المشترك. وتؤدي الإشارات التفاضلية أيضا إلى تقليل الإشعاع الكهرومغناطيسي من الكابل إلى جانب التوهين المرتبط به الذي يسمح بزيادة المسافة بين التبادلات.
معدل التفاف (ويسمى أيضا خطوة الالتفاف، وعادة ما يعبر عنه بلفة لكل متر) يشكل جزءًا من مواصفات لنوع معين من الكابلات. عندما يكون للأزواج القريبة معدلات التفاف متساوية، فإن الموصلات نفسها للأزواج المختلفة قد تقع مرارا وتكرارا بجانب بعضها البعض، مما يؤدي إلى ابطال فائدة الوضع التفاضلي جزيئياً. لهذا السبب هو شائع أن، على الأقل للكابلات التي تحتوي على أعداد صغيرة من الأزواج، يجب أن تختلف في معدلات الالتفاف.
على خلاف من الزوج المضفور المعزول فإن الزوج المضفور الغير معزول لا يحيط به أي تغليف. الزوج الغير المعزول هو السلك الرئيسي للاستخدامات الهاتفية وهو شائع جدا لشبكات الكمبيوتر، وخاصة كابلات التصحيح أو الاتصالات المؤقتة للشبكات بسبب مرونته العالية

## التاريخ

عملية تبديل الأسلاك عند الأقطاب

تم استخدم خطوط التلغراف أو سلك واحد من الأسلاك المفتوحة العائدة للدارات في أول هواتف أنتجت. في ثمانينيات القرن التاسع عشر تم وضع الترام الكهربائية في العديد من المدن، مما أدى إلى الضوضاء في هذه الدارات. وتحولت الشركات الهاتفية إلى دارات متوازنة، وهذا كان له فائدة تتمثل في تقليل التوهين، مما أدى إلى زيادة النطاق.
ونظرا لأن توزيع الطاقة الكهربائية أصبح أكثر شيوعا، فإن هذا الإجراء لم يكن كافيا. اثنين من الأسلاك، معلقة على جانبي القضبان المتقاطعة على أقطاب السلك المرافق تقاسما جزء من خطوط الطاقة الكهربائية. في غضون بضع سنوات، زيادة استخدام الكهرباء أدت إلى زيادة في التداخلات، لذلك وضع المهندسين طريقة تسمى تبديل الأسلاك، لإلغاء التدخلات هذه.
في طريقة تبديل الأسلاك تتبادل الاسلاك مواقعها كل عدد معين من الأقطاب. وبهذه الطريقة، فإن كل سلكين من الأسلاك تتلقى كمية اشعاع كهرومغناطيسي متماثلة من خطوط الكهرباء. ويمثل هذا التنفيذ المبكر للالتواء، مع معدل التفاف حوالي أربعة لفات لكل كيلومتر، أو ستة لكل ميل. ولا تزال هذه الخطوط المتوازنة ذات الأسلاك المفتوحة مع التحولات الدورية موجودة اليوم في بعض المناطق الريفية.
تم اختراع الكابلات الملتوية الزوج من قبل الكسندر جراهام بيل في عام 1881. وبحلول عام 1900، كانت شبكة خطوط الهاتف الأمريكية بأكملها إما مضفورة الزوج أو على شكل سلك مفتوح مع التبديل للحماية من التداخل. اليوم، معظم الملايين من الكيلومترات من الأزواج المضفورة في العالم هي الخطوط الأرضية في الهواء الطلق، المملوكة من قبل شركات الهاتف، وتستخدم لخدامات الصوت، والتعامل معها أو حتى النظر إليها يتم من قبل عمال الهواتف.

## كبل الزوج المَضفُور غير المحمي

مقطع عرضي لكابل يحتوي يحتوي على أكثر من زوج من الأسلاك المضفورة

تتواجد كُبُول الزوج المضفور الغير محمية في العديد من شبكات الإيثرنت وأنظمة الهاتف. وبالنسبة لتطبيقات الهاتف في الأماكن المغلقة، غالبا ما يتم تجميع هذه الكابلات في مجموعات من 25 زوجا وفقا لرمز اللون القياسي 25-زوجا الذي وضعته شركة AT&T . تظهر مجموعة فرعية نموذجية من هذه الألوان (أبيض/أزرق، أزرق/أبيض، أبيض/برتقالي، برتقالي/أبيض) في معظم الكابلات الغير محمية. وعادة ما تكون الكابلات مصنوعة من أسلاك نحاسية مقاسة ب 22 أو 24 AWG مع العزل الملون الذي عادة ما يتكون من عازل مثل البولي إثيلين أو FEP , ويكون إجمالي العبوة مغطى في طبقة من البولي إيثيلين.
وبالنسبة للكابلات الهاتفية في المناطق الحضارية التي تحتوي على مئات أو آلاف الأزواج، ينقسم الكابل إلى حزم صغيرة ولكنها متطابقة. تتكون كل حزمة من أزواج مضفورة لديها معدلات التفاف مختلفة. تتجدل هذه الحزم لتقوم بدورها بتشكيل الكيبل. ان الأزواج ذات معدل الالتفاف نفسه داخل كابل الواحد لا تزال تواجه بعض درجة من التشويش. لذلك يتم اختيار أزواج الأسلاك بعناية للحد هذا التشويش داخل الكابلات الكبير.

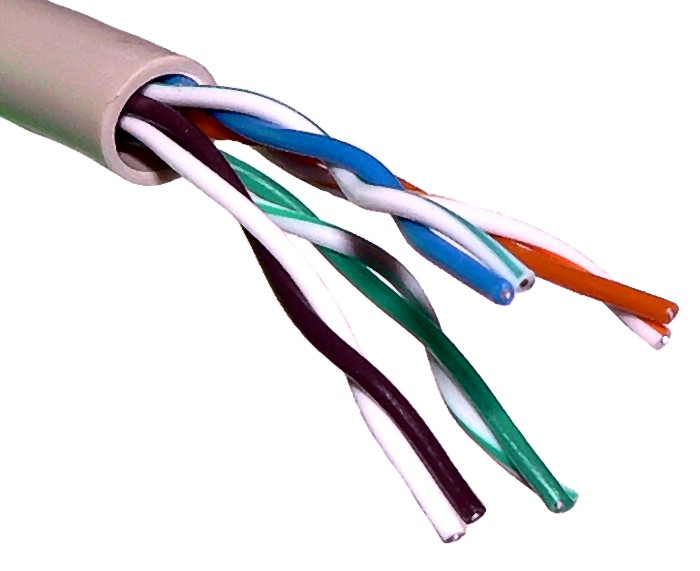
كابل يحتوي على عدة أزواج من الأسلاك المضفورة بمعدلات ضفر مختلفة

الكابل الغير محمي هو أيضا الكابل الأكثر شيوعا في شبكات الكمبيوتر. الايثرنت، معيار شبكات البيانات الأكثر شيوعا، يمكنه استخدام هذه الكابلات أيضا. وكثيرا ما تستخدم الكابلات الزوجية الملتوية في شبكات البيانات للاتصالات قصيرة ومتوسطة الطول بسبب تكاليفها المنخفضة نسبيا مقارنة بالألياف البصرية والكابلات المحورية. وكثيرا ما تستخدم كبول الأزواج المضفورة في شبكات البيانات للاتصالات قصيرة ومتوسطة الطول بسبب تكاليفها المنخفضة نسبيا مقارنة بالألياف البصرية والكابلات المحورية.
كما زاد استخدام هذا النوع من الكابلات في تطبيقات الفيديو، في المقام الأول في الكاميرات الأمنية. وقد تحسنت عرض النطاق الترددي لها لتتناسب مع القاعدي من إشارات التلفزيون. لان الكابل غير المحمي هو خط نقل متوازن، هناك حاجة إلى محول لوصل المعدات غير المتوازنة، على سبيل المثال عند استخدام موصل BNC أو تلك المصممة للكابلات المحورية.

## حماية الكبل

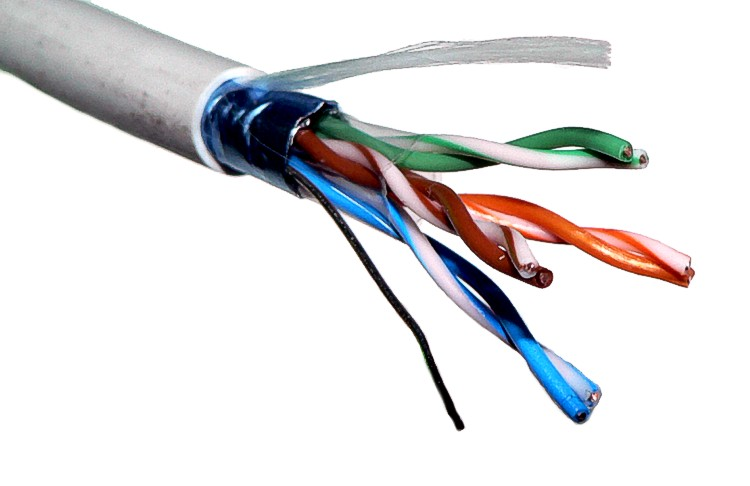
كابل F/UTP

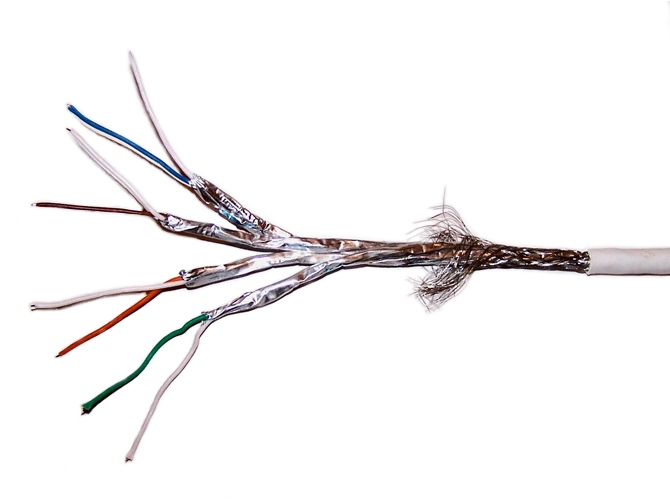
كابل S/FTP

كابلات U/FTP و F/UTP و F/FTP المستخدمة في الكبلات من فئة 6a

وكثيرا ما يتم حماية الكابلات الملتوية محاولةً لمنع التداخل الكهرومغناطيسي. يوفر التغليف حاجز موصل كهربائيا لتخفيف الموجات الكهرومغناطيسية القادمة من خارج الغلاف، ويوفر مسار توصيل يجعل التيارات المنبعثة تلتف عائدة إلى مصدرها عن طريق الاتصال بنقطة مرجعية أرضية.
هذا التغليف يمكن تطبيقه على أزواج الفردية أو رباعية أو على مجموعة من الازواج. كل زوج يغلف برقاقة معدنية بينما الأزواج كاملةً يمكن ان تغلق بعازل مضفور أو رقاقة معدنية أو الاثنين معا.
عندما يتم تطبيق التغليف على مجموعة من الأزواج، يطلق على ذلك ما يشار إليه ب «الحجب» ولكن مختلف البائعين والصانعين يقومون باستخدام «الحجب»، «التغليف»، و "STP" بشكل غير متسق للدلالة على مختلف أنواع الكابلات المحمية.
تحاول معاير ISO/IEC 11801:2002 -توحيد المعايير الدولية للكابلات المحمية باستخدام تركيبات مكونة من ثلاث أحرف U للغير مغلفة S, للمغلفة المضفورة (للطبقة الخارجية فقط F,(للمغلفة برقاقة معدنية- لتشير مميزةً إلى نوع التغليف الخارجي الكامل للكابلات والأزواج الفردية أو الرباعية وذلك باستخدام اختصار من جزأين على شكل x / xtp.
كابلات Cat 5e, Cat 6/6A, و Cat 8/8.1 المغلفة لديها بنية ال.F/UTPبينما كابلات Cat 7/7A و Cat 8.2 تستخدم S/FTP كبنية اساسية لها.
لأن التغليف مصنوع من المعدن، فإنه قد يكون أيضا بمثابة تأريض. عادة ما يكون لدى كابل الزوج المضفور المغلف سلك التأريض الخاص به يسمى سلك الاستنزاف ويكون مرتبطا كهربائيا مع الغلاف. هذا السلك يسهل الاتصال إلى الأرض في الموصلات.

### أكثر أنواع الأغلفة الشائع استخدامها
تغليف فردي (U/FTP)
التغليف الفردي برقائق من الألومنيوم لكل زوج مضفور أو حزمة رباعية. من اسمائه الشائعة: زوج في رقائق معدنية، زوج مضفور محمي، زوج مضفور محجوب. هذا النوع من التغليف يحمي الكابل من الإشعال الكهرومغناطيسي الخارجي ان كان داخلا أو خارجا من الكابل ويحميه أيضا من التشويش الحادث بين الازواج مجاورة.
تغليف عام (F/UTP, S/UTP, and SF/UTP)
تغليف بالكامل، التغليف المضفور أو التجديل مع التغليف بالرقائق المعدنية عبر جميع الأزواج في كابل ال100 أوم مجدل الزوج. الأسماء الشائعة: زوج مضفور مغلف معدنيا، زوج مجدل محمي، زوج ملتوي محمي. هذا النوع من التغليف يساعد على منع الإشعاع الكهرومغناطيسي من الدخول أو الخروج من الكابل.
تغليف فردي وعام (F/FTP, S/FTP, and SF/FTP)
التغليف الفردي بالرقائق المعدنية بين مجموعات الأزواج المضفورة، مع تغليف خارجي و / أو تغليف مجدل. الأسماء الشائعة: زوج مضفور محمي بالكامل، زوج مجدل مغلف معدنيا، زوج مغلف محجوب معدنيا. هذا النوع من التغليف يساعد على منع الإشعاع الكهرومغناطيسي من الدخول أو الخروج من الكابل. ويحمي أيضا الازواج المجاورة من التشويش على بعضها البعض . ومن الأمثلة المبكرة للزوج المجل المغلف هو IBM STP-A، الذي كان عبارة عن كبلين من نوع S/FTP من زوجين 150 أوم، تم تعريفهما في عام 1985 بواسطة مواصفات IBM لنظام الكابلات، واستخدما مع حلقة رمزية أو شبكات FDDI.

## السلك صلب النواة والسلك المضفور
يستخدم الكابل صلب المركز سلكا صلبا واحدا لكل موصل وفي كابل أربع- الزوج سيكون هناك مجموعه متكونة من ثمانية أسلاك صلبة.
يستخدم الموصل المعزول عدة اسلاك ملفوفة حول بعضها البعض في كل موصل وفي اربع-الزوج مع سبعة فروع لكل كابل موصل، سيكون هناك مجموعه من 56 سلك (2 لكل زوج × 4 أزواج × 7 فروع).
وهدف الكابل صلب المركز هو الاستخدام للتشغيل الدائم. وهو أقل مرونة من الكابل المنعزل وأكثر عرضة للفشل إذا ثني مرارا وتكرارا. يتم استخدام الكابل المنعزل لكابلات ال flyleads في لوحة التصحيح والاتصالات من جدار الموانئ إلى الأجهزة الأخرى، كما أنه يقاوم التكسر الحاصل فالموصلات.
الموصلات تحتاج إلى أن تكون مصممة بشكل مختلف للصلب المركز عن تلك للمنعزلة. من المرجح أن يؤدي استخدام موصل مع نوع كابل خاطئ إلى كابلات لا يمكن الوثوق به فقد تؤدي إلى مشاكل فادحة. المقابس المصممة لصلبة المركز والمنعزلة الأساسية متوفرة بسهولة، وبعض البائعين حتى توفر المقابس المصممة للاستخدام مع كلا النوعين.

## الإيجابيات
- يمكن منع الضوضاء الكهربائية الداخلة أو الخارجة من الكابل.[11]
- يقلل التشويش.[11]
- أرخص شكل من أشكال الكابلات المتاحة لأغراض الشبكات.[11]
- من السهل التعامل معها وتركيبها.[11]

## السلبيات
- التشوه: قابلية الزوج المضفور إلى التداخل الكهرومغناطيسي يعتمد إلى حد كبير على مخططات التفاف الزوج (في بعض الأحيان يكون مسجل من قبل الشركات المصنعة). ونتيجة لذلك، لكابلات الزوج المضفور عادة متطلبات صارمة لأقصى شد للكابل وكذلك حد أدنى لنصف قطر الانحناء. هذه الهشاشة لكابلات الزوج المضفور يجعل عملية التركيب جزءا هاما لضمان أداء الكابل.[12]
- تأخر الانحراف: أزواج مختلفة داخل الكابل لها تأخيرات مختلفة، بسبب معدلات الالتفاف المختلفة

المستخدمة لتقليل التشويش الحاصل بين الأزواج. يمكن أن يؤدي ذلك إلى تدهور جودة الصورة عند استخدام أزواج متعددة لنقل عناصر إشارة الفيديو. كابل ذو الانحراف المنخفض متاح للتخفيف من هذه المشكلة.
- عدم التوازن: الاختلافات بين السلكين في الزوج الواحد يمكن أن يسبب اقتران بين النظام ذو الطابع

المشترك والنظام التفاضلي. التحويل من التفاضلي إلى المشترك يمكنه إنتاج اشارت الوضع المشترك التي في الازواج الأخرى. ومن المشترك إلى التفاضلي ينتج اشارات تفاضلية من تدخل النمط المشترك مع أزواج أخرى أو مصادر خارجية. يمكن أن يحدث هذا الخلل بسبب عدم التماثل بين الموصلين من الزوج الواحد من بعضها البعض وعلاقتها مع الأسلاك الأخرى الغلاف. ان بعض مصادر عدم التماثل هي الاختلافات في قطر الموصل وسماكة العزل. في المصطلحات الهاتفية، يسمى الوضع المشترك بالوضع الطولي ويسمى الوضع التفاضلي بالمعدني.

## أنواع أقل انتشارًا
الزوج المضفور المحمَل
الزوج المضفور الذي يضيف الحث بشكل متعمد، الممارسة الشائعة سابقا على خطوط الاتصالات السلكية واللاسلكية. وتعرف المحاثات المضافة بأنها لفائف الحمل وتقلل التوهين لترددات قناة البَثّ الصوتية ولكنها تزيدها على الترددات الأعلى. لفائف التحميل تقلل التشويه في قنوات البث الصوتية على الخطوط طويلة المدى. وفي هذا السياق، يشار إلى الخط بدون ملفات التحميل على أنه خط تفريغ غير محمل.
الزوج المضفور المحاصر
الزوج المُتَرَجِّح المضفور الذي يكون فيه الأزواج الفردية محاصرين من الجهتين لزيادة متانة الكابلات.الشركة الرائدة في “بيلدن”، وهذا يعني أن يتم الحفاظ على المواصفات الكهربائية للكابل على الرغم من التعامل الخام.
كابل الشريط المضفور
عدد من الكابلات الشريطية التي تكون فيها الازواج المتجاورة من الموصلات هي المحاصرة والمضفورة معا. ثم ترتبط الأزواج الملتوية بشكل خفيف مع بعضها البعض على شكل شريط. بشكل دوري على طول الشريط هناك أقسام قصيرة بدون التواءات لتمكين الموصلات ورؤوس ثنائي الفينيل متعدد اللونPCB من ان تزال باستخدام تقنية الكابل الشريط المعتادة IDC .